# جراب استهداف

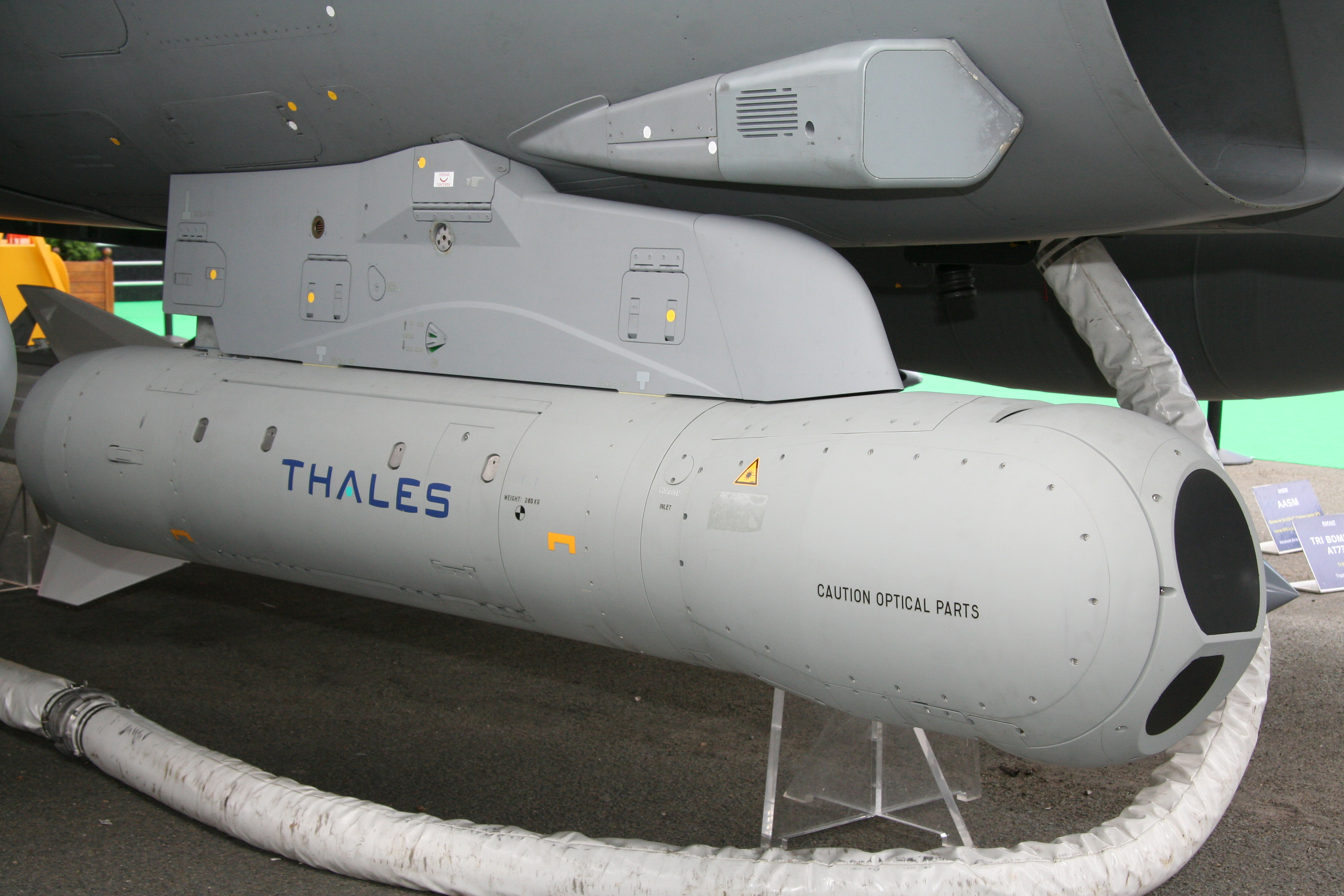
جراب استهداف نوع ديموقليس مثبت على طائرة رافال مع جهاز رؤية أمامية بالأشعة تحت الحمراء.

جراب الاستهداف (بالإنجليزية: Targeting pod)‏ جراب يثبت على المقاتلات المغيرة لتعيين الاهداف الارضية والتعرف عليها وإرشاد القنابل الذكية للهدف. يمكن شحن الجراب بأنواع مختلفة من معينات الأهداف مثل المعينات الليزري أو المعينات الكهروبصرية أو الكاشوفية.